# Harlan Wilson
Harlan Edward Wilson (Adams, 3 febbraio 1914 – Lafayette, 3 agosto 1988) è stato un cestista statunitense, professionista nella NBL.

## Carriera
Giocò una stagione nella NBL, disputando 11 partite con 6,5 punti di media.